# Phyllophaga eniba
Phyllophaga eniba är en skalbaggsart som beskrevs av Saylor 1943. Phyllophaga eniba ingår i släktet Phyllophaga och familjen Melolonthidae. Inga underarter finns listade i Catalogue of Life.